# Рахула (дем Кардица)
Рахула (на гръцки: Ραχούλα), а до 1928 година носи старото си име Зоглопи (на гръцки: Ζωγλόπι), е село в дем Кардица на източните склонове на Пинд към Аграфа.
Рахула е родно място на Харилаос Флоракис.